# Eupilis hebes
Eupilis hebes är en insektsart som beskrevs av Walker 1857. Eupilis hebes ingår i släktet Eupilis och familjen sköldstritar. Inga underarter finns listade i Catalogue of Life.